# Edéia
Edéia es un municipio brasileño del estado de Goiás. Su población estimada en 2004 era de 10 851 habitantes.
Ubicada sobre los márgenes del río Alegrete, tuvo su origen en 1913, cuando Cândido Martins da Roca, Leandro Martins de los Anjos y José Alves de Faria, propietario de la primera casa comercial en las proximidades de los ríos Turvo y Bois, dieron inicio a la población denominada Santo Antônio del Alegrete, más tarde, Alegrete y posteriormente Edéia. Su emancipación ocurrió alrededor de 1950.
La región es altamente productiva y se basaba principalmente en el cultivo de la soja y caña de azúcar, producción lechera y creación de bovinos.